# الذراع الغربي

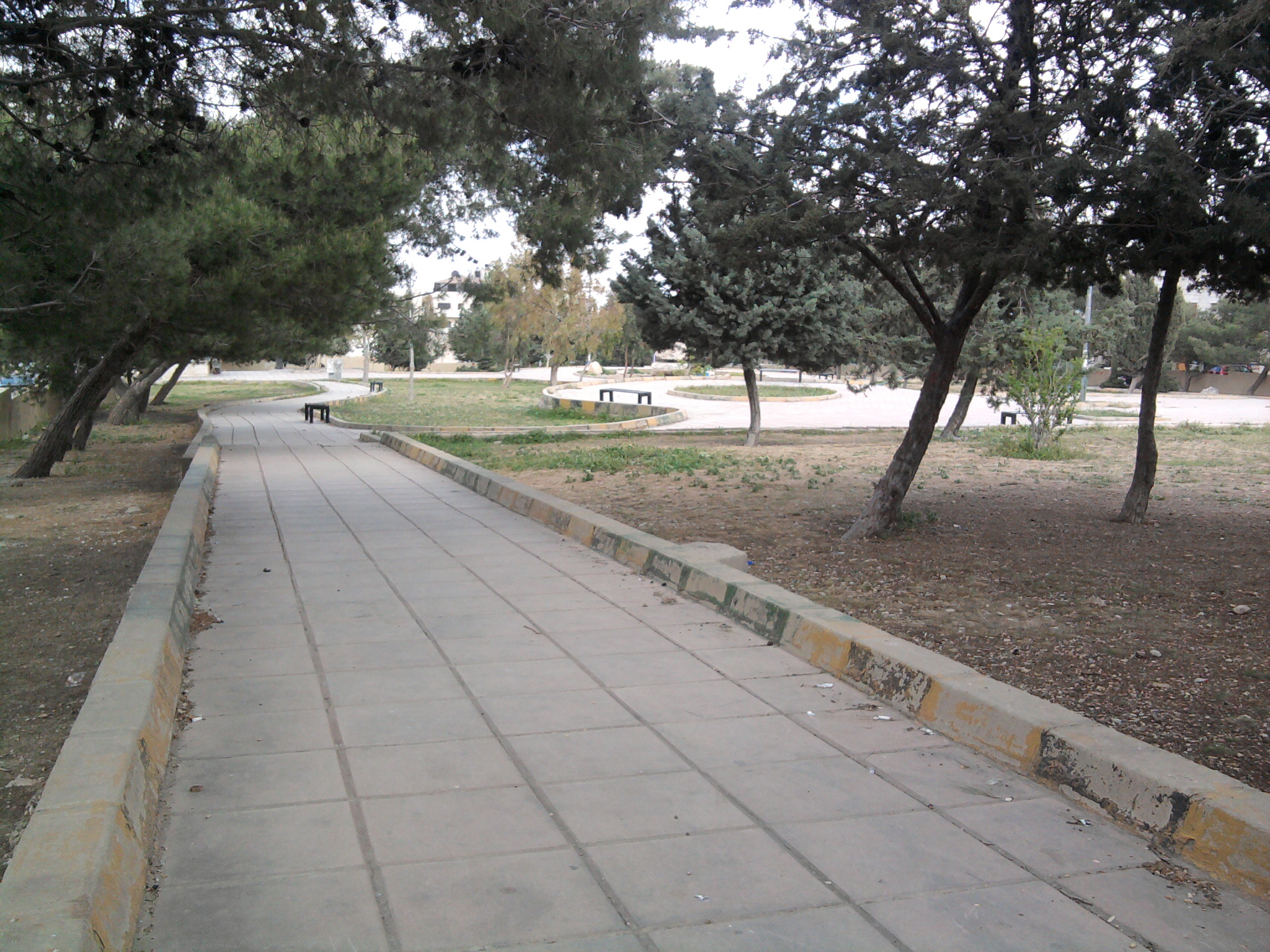
جانب من حديقة الشورى في حي نزال

الذراع الغربي أحد ضواحي عمّان الشرقية وتقع ضمن منطقة حي نزال، تمتاز هذه الضاحية بالبناء الحديث والفلل حيث أن أغلب أبنيتها من الحجر؛ ضاحية الذراع الغربي قريبة من ضاحية الياسمين ومن عبدون وتم مؤخراً افتتاح شارع رئيسي بين الذراع الغربي وعبدون عن طريق ضاحية الياسمين.
تحتوي ضاحية الذراع الغربي على شقق فندقية سياحية للإيجار في مواسم الاجازات والصيف، وتحتوي أيضا على حديقتين كبيرتين تضمان أشجار حرجية ونباتات جميلة ويوجد فيهما ملاعب رياضية كبيرة المساحة تسد حاجة شباب المنطقة. ويمكن تعليم المنطقة بدوار يسمى دوار الشورى أو دوار علي صقر في منتصفها كما تحتوي على العديد من المدارس والروضات؛ تتميز بقربها الكبير من عمان الغربية، ضاحية الذراع الغربي منطقة جبلية مرتفعة تطل على منطقة عبدون وهواؤها عليل صيفاً وهي نظيفة الأرض والبساتين.

## أبرز المعالم

### مساجد
- مسجد أبو أيوب الأنصاري / يتواجد بجانبه لجنة الزكاة وصدقات حي نزال والذراع الغربي.
- مسجد علي صقر

- مسجد التوبة
- مسجد الهلال

### مدارس
- مدرسة ميسلون الثانويه الشامله (للبنات).
- مدرسة برهان كمال (للبنين).
- مدرسة أبو هريرة (للبنين).
- مدرسة شجرة الدر (للبنات).

### حدائق
- حديقة الشورى.[3]